# Punxín
Punxín egy község Spanyolországban, Ourense tartományban. Punxín Ourense, Toén, Cenlle, San Amaro, Maside és Amoeiro községekkel határos. Lakosainak száma 755 fő (2024).

## Turizmus, látnivalók
Részben a község területén találhatóak a San Cibrao de Las-i romok, amelyek egy, az időszámításunk előtti és utáni 2. század közötti időkben lakott erődített település kivételesen jó állapotban fennmaradt maradványai.

## Népesség
A település népessége az elmúlt években az alábbi módon változott:
| Lakosok száma | 978  | 945  | 907  | 861  | 801  | 749  | 713  | 693  | 744  | 755  |
|               | 2001 | 2004 | 2007 | 2009 | 2012 | 2014 | 2017 | 2019 | 2022 | 2024 |